# Хокфилд, Сьюзан
Сьюзан Хокфилд (Susan Hockfield, род. 24 марта 1951, Чикаго) — американский учёный, 16-й президент Массачусетского технологического института (2004—2012), ныне эмерит и профессор, ранее профессор Йельского университета (1994—2004), его проректор и декан.
В 2009 году называлась в числе America’s Best Leaders по версии журнала U.S. News & World Report.

## Биография
Окончила Рочестерский университет (бакалавр биологии, 1973). Степень доктора философии по анатомии (и нейронауке) получила в 1979 году в школе медицины Джорджтаунского университета. Затем постдок в Национальных институтах здравоохранения США. В 1980—1985 годах сотрудница Лаборатории в Колд-Спринг-Харбор.
В 1985—2004 годах работает в Йельском университете, где первоначально до 1994 года работала в секции нейробиологии школы медицины, с 1994 года профессор кафедры нейробиологии той же школы, а также в 1998—2002 годах декан, с 2001 года профессор нейробиологии имени У. Э. Гилберта, в 2003—2004 годах проректор Йеля. Удостоена почётной степени магистра Йеля (1994) и медали Шеффилда этого университета (2004). Занималась там онкологическими исследованиями.
В 2004—2012 годах президент Массачусетского технологического института, затем эмерит, также с 2004 года профессор нейронауки MIT, член Koch Institute for Integrative Cancer Research. Первый на посту президента MIT учёный в области наук о жизни и первая женщина.
В 2012—2013 годах приглашённый профессор в Гарвардском университете.
С 2006 года член совета директоров компании General Electric.
С 2014 года член совета директоров Совета по международным отношениям, пожизненный член Совета с 2007 года.
Проживает в Кембридже, замужем за доктором медицины, есть дочь.
Автор работ в Proceedings of the National Academy of Sciences, Neuroscience, Cancer Research, J. Neurosci. и др.
Член Американской академии искусств и наук. Фелло Американской ассоциации содействия развитию науки (с 2005, по нейронауке), её президент в 2018 году. Член Society for Neuroscience.
Почётный член Ирландской королевской академии (2010).
Отмечена Wilbur Cross Medal (2003), Golden Plate Award от Academy of Achievement (2005), Edison Achievement Award (2010).
Почётный доктор Университета Цинхуа (Китай, 2006), Лаборатории в Колд-Спринг-Харбор (2006), Брауновского университета (2006), Нью-Йоркского университета (2009), Эдинбургского университета (Шотландия, 2009), университета Пьера и Марии Кюри (Франция, 2010), Рочестерского университета (2013), медицинской школы Массачусетского университета (2013), Университета Дьюка (2014) и др.